# 安藤“アン”誠起
安藤“アン”誠起（あんどう アン まさき）は日本の写真家。神奈川県出身。早稲田大学卒。
俳優やタレント、職人といった人物撮影を中心に活動。また旅やアウトドアなど、フィールド系の写真撮影や執筆も手がける。

## 主な著作
- ブルーガイドてくてく歩き 屋久島・奄美（実業之日本社／制作プロデュース）
- 親子でアウトドアあそび　（主婦の友社）
- 日本と世界のカブトムシ クワガタの飼い方（実業之日本社）
- カブトムシのクワガタ 飼い方＆図鑑（実業之日本社）、
- マカオノスタルジック紀行（双葉社／共著・写真＆構成）

など